# Good Night (The Simpsons)
Good Night er det første afsnit af tv-serien The Simpsons. Det blev første gang vist den 19. april 1987 i varieté-showet The Tracey Ullman Show som små kortfilm (delt op i fire dele) der varede 1 minut og 57 sekunder. Animationerne var anderledes og af dårligere kvalitet end dem der kendes i dag. Grunden til det var at tegnerne tegnede figurene helt efter de første skitser på deres storyboard.